# Медичний гіпсовий бинт

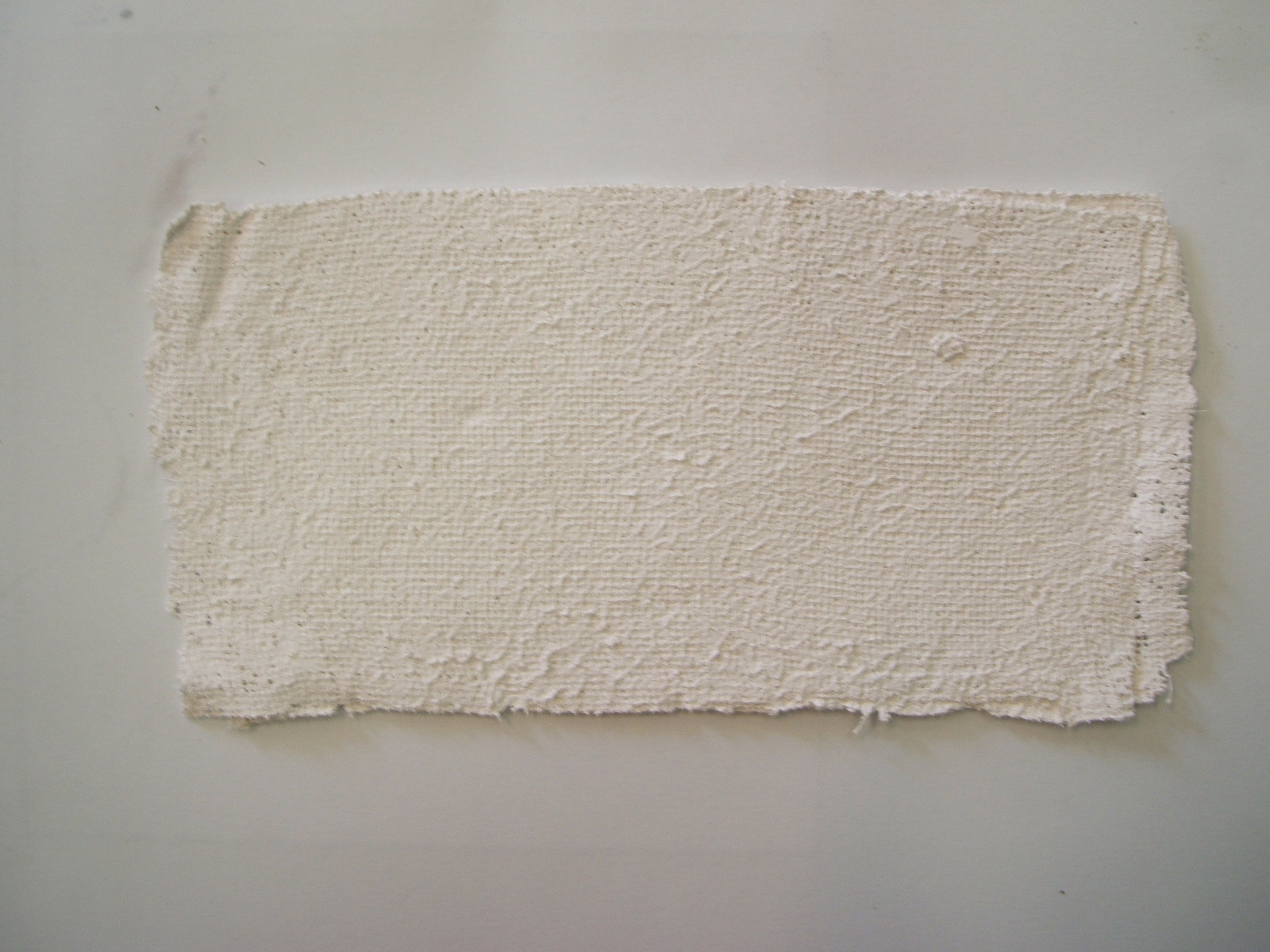
Гіпсовий бинт

Медичний гіпсовий бинт — медичний виріб виготовлений з сітчатого матеріалу, на який нанесений шар сухої гіпсової маси та скручений в рулон. Використовується для накладення гіпсових пов'язок при травмах, в ортопедичній практиці та ін. На даний час виготовляється промисловим способом, однак раніше (або за умов обмежених ресурсів) виготовлявся з марлі (або іншого гігроскопічного матеріалу) та гіпсового (алебастрового) порошку — так звані «насипні гіпсові бинти». В англомовній літературі для позначення гіпсових бинтів використовується термін англ. Plaster of Paris. Така назва походить від місця масового видобутку гіпсу у Европі поблизу міста Париж.

## Історія
Вперше пов'язки із тканини, попередньо натерті сухим гипсом, почав використовувати для лікування переломів голландський хірург Матейсен (A. Mathysen, 1851). Після накладення суцільної пов'язки, її змачували за допомогою губки. В подальшому Ван-де-Лоо (J. Van de Loo, 1853) удосконалив цей метод, запропонував тканину, натерту гіпсом, змачувати водою до накладення пов'язки. Королівська Академія медицини Бельгії визнала Матейсена и Ван-де-Лоо авторами гіпсової пов'язки.
Широке використання гіпсових пов'язок для лікування хворих з переломами кісток проводилося М. І. Пироговим, який описав це в спеціальній брошурі та книзі «Ghirurgische Hospitalklinik» в 1851—1852 рр. Видана Пироговим книга «Налепная алебастровая гипсовая повязка в лечении простых и сложных переломов и для транспорта раненых на поле сражения» (1854) стала роботою, яка підсумовує попередні дані про методику, покази та техніку використання гіпсової пов'язки. Пирогов вважав, що при методі Матейсена алебастр пропитує полотно нерівномірно, тримається нещільно, легко ламається та обсипається.
Метод Пирогова був наступним: кінцівку обматували тканиною, на кісткові виступи клали додаткову тканину; сухий гіпс висипали у воду та готували розчин; рукави сорочок, кальсонів або чулків складали по 2—4 шари та опускали в розчин, потім растягували «на льоту», размазували гіпс руками по обом сторонам кожної смужки пов'язки. Смужки (лонгети) накладували на пошкоджену кінцівку та посилювали поперечними смужками, накладеними так, що б одна перекривала до половини іншу.

## Характеристики

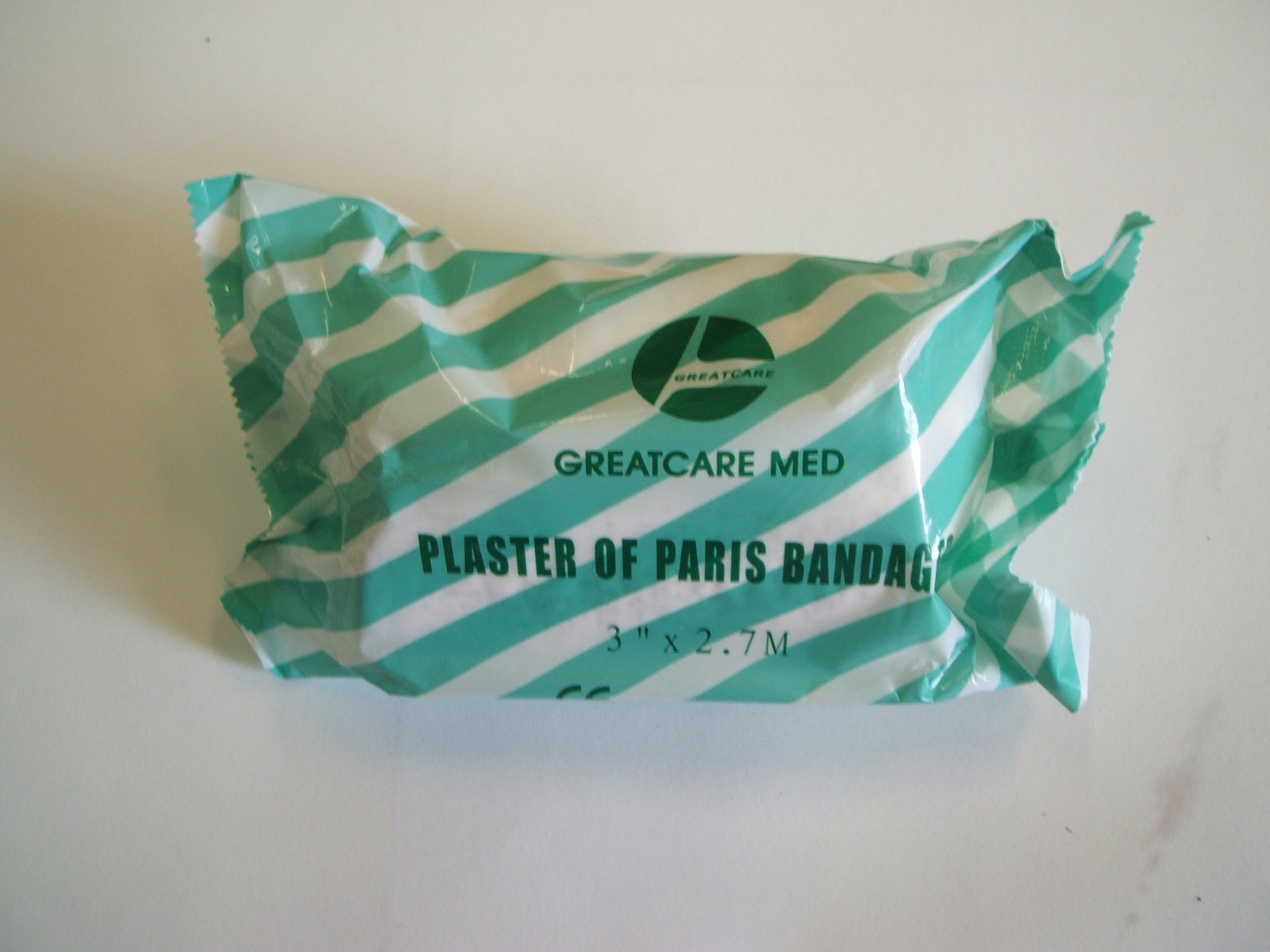
Гіпсовий бинт в упаковці розміром 3"(7,62см)х270см

Наразі, українськими виробниками, виготовляються гіпсові бинти довжиною 270 см, шириною 10 см, 15 см, 20 см.
Різними світловим виробниками, зазвичай виготовляються не тільки бинти довжиною 270 см, а довжиною 3 м (та інші), з шириною 5 см, 7.5 см, 10 см, 15 см, 20 см. Також існують готові багатошарові гіпсові лонгети довжиною 20 м з шириною 10 см, 15 см, 20 см.

## Виготовлення гіпсового бинта
Самостійне виготовлення гіпсових бинтів наразі не практикується. Однак, за умов обмежених ресурсів, може проводитися, використовуючи марлеві бинти та гіпсовий (алебастровий) порошок.
Виготовлення гіпсового бинта виконуються в гіпсувальному кабінеті (або іншому пристосованому приміщені). На спеціальному столі розкатують марлеві бинти, посипають їх шаром гіпса товщиною 1-2 мм, равномірно розглажуючи. Зверху першого шару роблять ще декілька в залежності від необхідності. Зазвичай для іммобілізації передпліччя портрібно 5-6 шарів, для гомілки 8-10 шарів, для стегна 10-12 шарів гіпсового бинта. Підготовлені бинти скатують. Потрібно пам'ятати, що дуже туге скурчування гіпсового бинта перешкоджає проникненю води всередину під час його замачування, а рихле скатування призводить до того що частина гіпса висипається з бинта

### Проби для визначення якості гіпса
Зовнішній вигляд гіпсу оманливий, і одну ручну пробу (в суху) покластися не можна. Щоб не наражати хворого на ризик зміни пов'язки, не виявитися при операції у скрутному положенні, не витрачати даремно матеріали, необхідно випробувати гіпс кількома пробами.
- Проба 1. Невелика порція гіпсу поєднується з такою ж кількістю води. Гіпсова кашка розмазується тонким шаром на тарілці, на блюдце, або на шматку плоского скла. Насамперед треба відмітити час затвердіння гіпсу, після чого зняти його та надламати. Якщо він твердне швидко, при надламуванні не кришиться і чинить опір, то такий гіпс можна визнати придатним до використання виготовлення гіпсових бинтів.[5]
- Проба 2. З гіпсової кашки роблять кульку, яка через 3-5 хвилин кидають на підлогу. Повинен вийти твердий звук, а кулька не зминається та легко не розбивається.[5]
- Проба 3. Затверділу гіпсову масу через 5-7 хвилин натискають пальцем. Якщо утворюється вдавлювання і на поверхні показується волога, то це означає, що кристалізаційні властивості гіпсу знижено.[5]
- Проба 4. Захоплений у кулак сухий гіпс, добре обпалений і оброблений, при стисканні майже весь вийде між пальцями. При розтисканні кулака на долоні залишається незначна кількість гіпсу.[5]

## Використання

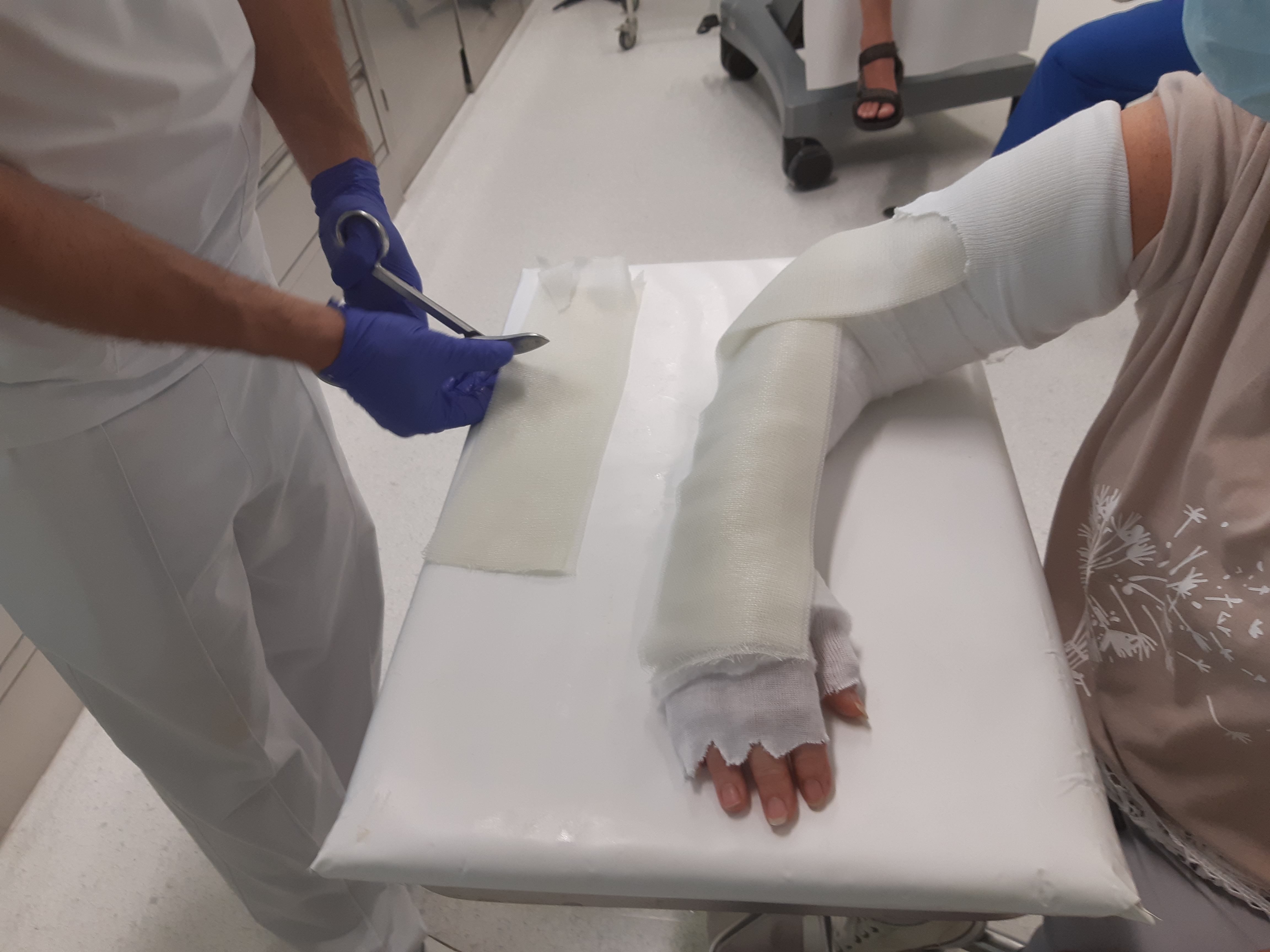
Накладання гіпсової пов'язки (лонгети на верхню кінцівку) за допомогою гіпсових бинтів

### Інструменти для роботи з гіпсовими бинтами
Для роботи з гіпсовими бинтами та гіпсовими пов'язками використовуються спеціальні інструменти:
- Медичні ножиці — прямі, кутоподібні, з гудзиком на кінці. (Ножиці Bruns, Esmarch, Stille[6])
- Ніж гіпсовий Есмарха[6]
- Гіпсорасширювачі (Henning[6])
- Шипці для відгинання країв (Wolff-Boehler[6])
- Пилки (полукруглі, листові, круглі).
- Електричні осцилючі пилки

### Додаткові засоби
Для створення підкладки під гіпсову пов'язку використовують:
- Марлеві бинти та вату
- Спеціальні бавовняні панчохи
- Синтетічні підкладки під гіпсову пов'язку

### Техніка використання
Розкрити упаковку, дістати медичний виріб, занурити у воду при температурі 20 +/- 2 град. С на 30 секунд, застосовувати відповідно до загальноприйнятих методів.
- На цьому відео продемонстрована робота з гипсовими бинтами та підкладками під гіпсову пов'язку під час накалдання іммобілізація верхньої кінцівки.